# Miniaturk

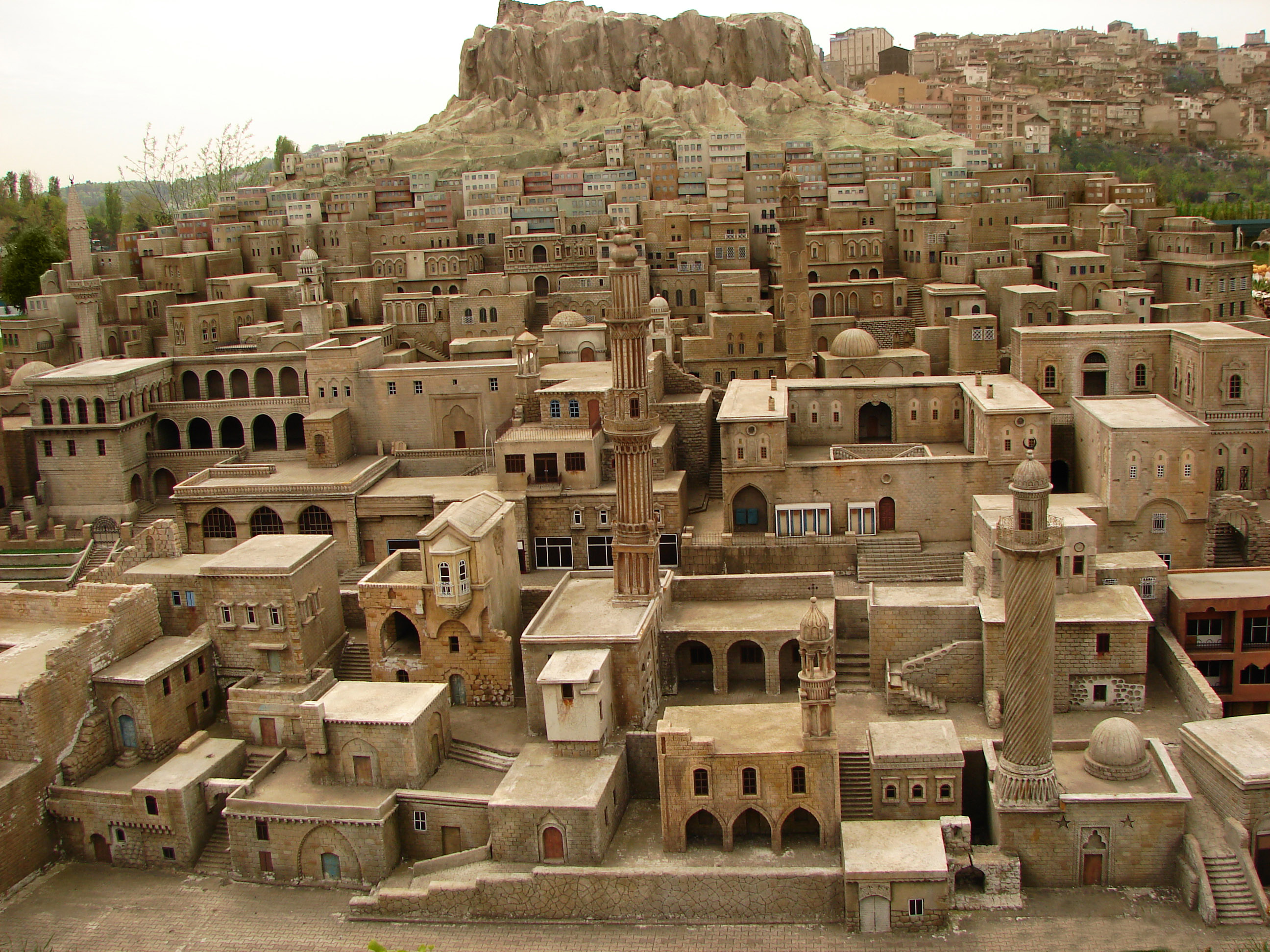
Mardin Miniaturk

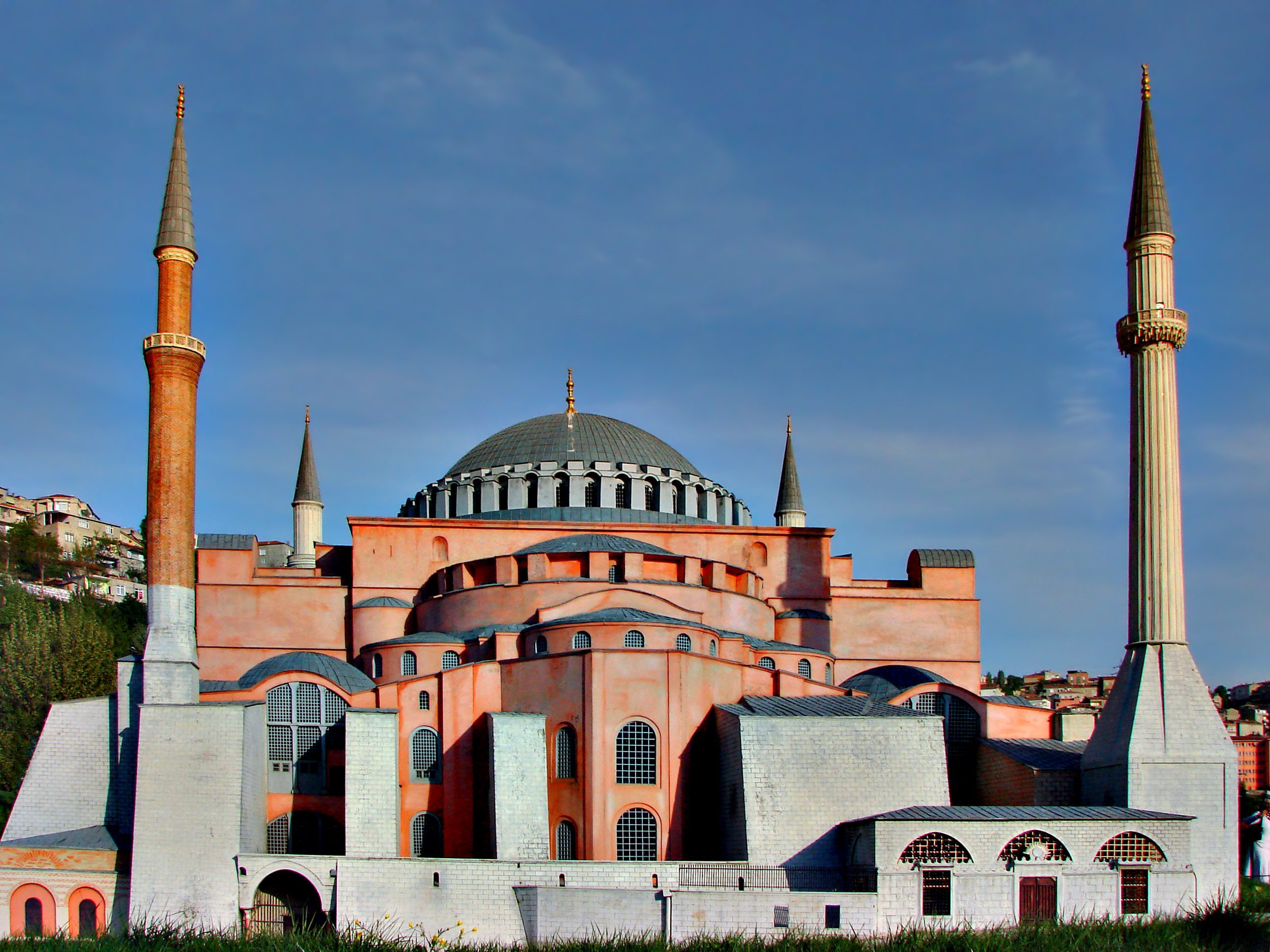
Hagia Sofia Miniaturk

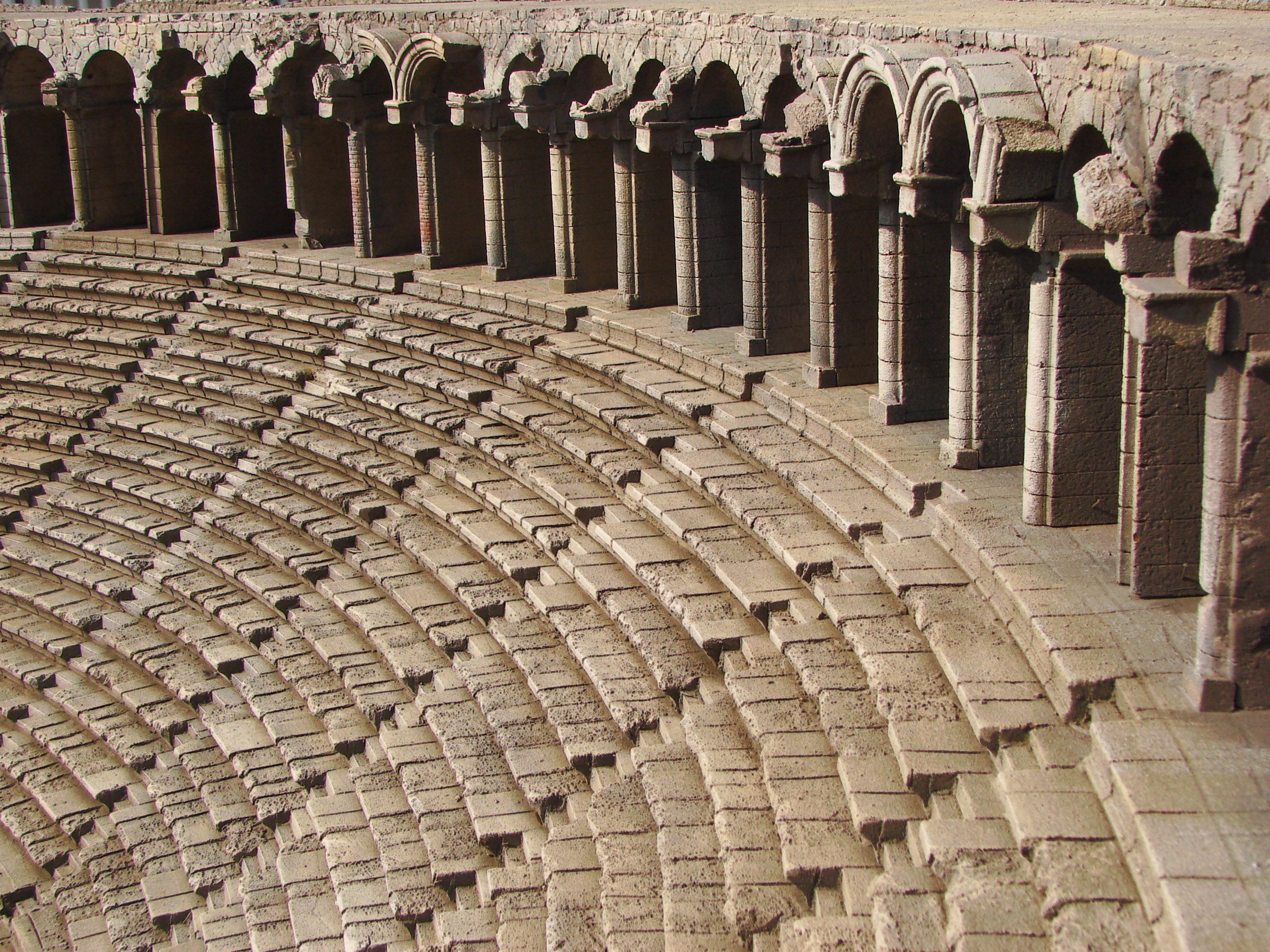
Aspendos Miniaturk

Miniaturk, ook wel Miniatürk, is een Turkse miniatuurstad in Istanboel.
Miniaturk werd geopend in mei 2003. Het is, bij opening, het grootste miniatuurpark ter wereld met een totale oppervlakte van 60.000 vierkante meter, waarvan 15.000 vierkante meter bebouwd is met miniaturen. Daarnaast bevat het park 3.500 vierkante meter aan overdekte ruimten, 2.000 vierkante meter aan zwembaden en een grote hoeveelheid aan speeltuinen en kinderattracties.
In het miniaturen-gedeelte staan 136 gebouwen, elk nagebouwd op een schaal van 1:25. Van 60 gebouwen vindt men het origineel in Istanbul, 63 gebouwen staan oorspronkelijk in Anatolië en 13 gebouwen staan in het groot in Ottomaanse gebieden die buiten het tegenwoordige Turkije liggen. Onder deze gebouwen vindt men bestaande gebouwen die belangrijk waren of zijn voor de cultuur, zoals de Hagia Sophia, het Kasteel van Roemelië en de Galatatoren, maar ook herrezen gebouwen uit het verleden zoals de Tempel van Artemis in Efeze, het Mausoleum van Halicarnassus en het Ajyad kasteel. Meer gebouwen zullen volgen; daarvoor wordt een groot stuk braakliggend terrein vrijgehouden.
Alle modellen zijn gemaakt van materialen gebaseerd op plastic, zodat ze in weer en wind overeind blijven staan. Voordat ze eenmaal echt in het park te bewonderen zijn, worden alle modellen aan tests onderworpen (onder andere hitte en regen) in de "Miniaturk Test Area".
In het miniaturen-gedeelte is ook de beplanting aangepast; deze bestaat uit extra fijn gras, dwerg-planten en bonsai-boompjes.